# Великанов, Николай Тимофеевич
Николай Тимофеевич Велика́нов (род. 1934) — российский писатель, журналист, военный историк, полковник в отставке.

## Биография
Родился в станице Семикаракорской в крестьянской семье.
Окончил Ростовский государственный университет. После окончания Харьковского высшего военного авиационного училища служил на Дальнем Востоке, в Забайкалье.
После окончания редакторского отделения Военно-политической академии имени В. И. Ленина работал ответственным редактором газеты Забайкальского военного округа «На боевом посту», газеты Северо-Кавказского военного округа «Красное знамя», газеты Группы Советских войск в Германии «Советская армия». В 1986—1989 годах — главный редактор журнала Министерства обороны СССР «Советское военное обозрение».
Полковник в отставке.

## Сочинения
- Трудные километры
- Забайкальский
- Красный сотник
- Схватка в западне
- Королева Руссии
- Истории с Дона
- Ветры над вербами
- Измена маршалов. — М.: Алгоритм, 2008. — 400 с. — (Загадка 1937 года). — ISBN 978-5-9265-0575-4.
- Блюхер. — М.: Молодая гвардия, 2010. — 320 с. — (Жизнь замечательных людей). — ISBN 978-5-235-03256-9.
- Мерецков. — М.: Молодая гвардия, 2013. — 431 с. — (Жизнь замечательных людей). — 4000 экз. — ISBN 978-5-235-03483-9.
- Василевский. — М.: Молодая гвардия, 2014. — 464 с. — (Жизнь замечательных людей). — ISBN 978-5-235-03694-9.
- Черняховский. — М.: Молодая гвардия, 2015. — 432 с. — (Жизнь замечательных людей). — ISBN 978-5-235-03810-3.
- Ворошилов. — М.: Молодая гвардия, 2017. — 512 с. — (Жизнь замечательных людей). — ISBN 978-5-235-03722-9.